# 森田和明
森田 和明（もりた かずあき、1972年12月26日 - ）は、日本の男性アニメーター、キャラクターデザイナー、ゲーム原画家。静岡県出身。チームティルドーン所属。

## 経歴
高校卒業後、地元企業の工場に3年間勤めたのち上京。1996年に漫画家であるしろー大野のアシスタントを経て、2002年に株式会社ロジスティックスに入社し、同社アニメーション事業部「チームティルドーン」に所属する。『夜勤病棟』等のゲーム原画を手がけた後、『エミル・クロニクル・オンラインゲームショウ用PV』からアニメーションにも携わり、『瀬戸の花嫁』ではテレビアニメのキャラクターデザインも担当した。
イラストレーターとしても活動しており、『クイーンズゲイト 格闘令嬢リリ』のイラストを担当する他、デザイン設計集団「Go office」制作のマンガ・イラスト技法書の制作協力として挿絵や解説を担当している。
同じくチームティルドーン所属のアニメーターである松本剛彦とは、中学・高校時代での同級生である。

## 主な参加作品

### テレビアニメ
2006年
- ギャラクシーエンジェる〜ん（サブキャラクターデザイン）

2007年
- 瀬戸の花嫁（キャラクターデザイン、OP・ED作画監督、ED原画、#26絵コンテ清書・作画監督、原画）

2008年
- 天体戦士サンレッド（2008年 - 2009年、キャラクターデザイン、「さっと一品」作画監督）

2009年
- 天体戦士サンレッド（第2期）（-2010年、キャラクターデザイン）
- にゃんこい!（キャラクターデザイン、ED原画）
- そらのおとしもの（ED筆文字、智樹お宝☆コレクション原画）

2010年
- 祝福のカンパネラ（作画監督補佐）
- 俺の妹がこんなに可愛いわけがない（劇中ゲーム「妹と恋しよっ♪」キャラクターデザイン・原画、劇中ゲーム「妹×妹」キャラクターデザイン）
- そらのおとしものf（智樹☆お宝☆コレクション）

2011年
- 神様ドォルズ（キャラクターデザイン）
- Persona4 the ANIMATION（2011年 - 2012年、キャラクターデザイン）

2013年
- ダンガンロンパ 希望の学園と絶望の高校生 The Animation（キャラクターデザイン、総作画監督、OP作画監督・原画）
- 蒼き鋼のアルペジオ -アルス・ノヴァ-（キャラクターデザイン）

2014年
- Persona4 the Golden ANIMATION（キャラクターデザイン協力）
- 俺、ツインテールになります。（キャラクターデザイン、OP作画監督、作画監督、作画監督補佐、ゲーム画面作画監督）

2015年
- 暗殺教室（キャラクターデザイン）
- 乱歩奇譚 Game of Laplace（キャラクターデザイン、OP作画監督）

2016年
- 暗殺教室（第2期、キャラクターデザイン、25話エンドカード題字）
- ダンガンロンパ3 -The End of 希望ヶ峰学園- 絶望編（キャラクターデザイン）

2017年
- 月がきれい（キャラクターデザイン、総作画監督）
- ようこそ実力至上主義の教室へ（キャラクターデザイン、作画監督、綾小路幼少期監修）

2020年
- 犬と猫どっちも飼ってると毎日たのしい（キャラクターデザイン）

2022年
- ようこそ実力至上主義の教室へ 2nd Season（キャラクターデザイン）

2023年
- 犬になったら好きな人に拾われた。（キャラクターデザイン、総作画監督）
- 青のオーケストラ（キャラクターデザイン)
- SYNDUALITY Noir（作画監督）

2024年
- SHY 東京奪還編（総作画監督）

### 劇場アニメ
2013年
- AURA 〜魔竜院光牙最後の闘い〜（キャラクターデザイン、総作画監督）

2015年
- 劇場版 蒼き鋼のアルペジオ -アルス・ノヴァ- DC（キャラクターデザイン）
- 劇場版 蒼き鋼のアルペジオ -アルス・ノヴァ- Cadenza（キャラクターデザイン、2D作画）

### OVA
2008年
- 瀬戸の花嫁OVA 仁（キャラクターデザイン、OP作画監督）

2009年
- 瀬戸の花嫁OVA 義（キャラクターデザイン、OP作画監督、ED原画）

2010年
- 瀬戸の花嫁　否苦炒亜怒羅魔 極道の妻 KEJIME（キャラクターデザイン、原画）

2011年
- カーニバル・ファンタズム（キャラクターデザイン、総作画監督、OP作画監督）
- Fate/Prototype（アニメーションキャラクターデザイン、作画監督）

2021年
- Fate/Grand Carnival（キャラクターデザイン・総作画監督）

### Webアニメ
- ケンガンアシュラ（2019年）キャラクターデザイン、OP作画監督、作画監督、原画

### プロモーションビデオ
- エミル・クロニクル・オンラインゲームショウ用PV（2005年）キャラクターデザイン

### ゲーム
- EVE ZERO アニメパート（2000年）作画監督補佐、メカ作画監督
- EVE The Fatal Attraction（2001年）アニメーション原画
- ベルウィックサーガ（2005年）キャラクターデザイン、武器デザイン、原画

### アダルトゲーム
- 学園お嬢様奇譚（2000年）キャラクターデザイン、原画
- 夜勤病棟シリーズ
  - 夜勤病棟・弐（2003年）キャラクターデザイン、原画
  - 夜勤病棟・参（2003年）キャラクターデザイン、原画
  - 七瀬恋（2004年）キャラクターデザイン、原画
  - 風間愛（2006年）キャラクターデザイン、原画
  - 夜勤雀棟 壱、弐 復刻版+（2008年）原画
- さくら色のアムール（2014年）原画 ※同人ゲーム

## 出版
- 小説版ベルウィックサーガ 上/下巻（エンターブレイン、2005年）挿絵 ※松本規之と共同
- スーパーマンガデッサン（グラフィック社、2005年）挿絵、解説 ※松本剛彦と共同
- スーパーキャラデッサン（グラフィック社、2007年）挿絵、解説 ※松本剛彦と共同
- マンガの基礎デッサン 女のコキャラ編（ホビージャパン、2009年）カバー原画、挿絵（共同）
- マンガの基礎デッサン 女のコ コスチューム編（ホビージャパン、2010年）カバー原画、挿絵（共同）
- クイーンズゲイト 格闘令嬢リリ（ホビージャパン、2010年）イラスト
- マンガの基礎デッサン 魅せるキャラ・デザイン編（ホビージャパン、2010年）カバー原画、挿絵（共同）
- プロの作画から学ぶ超マンガデッサン 男子キャラデザインの現場から（ホビージャパン、2017年）林晃、九分くりんと共著
- アニメ作画監督の女のコキャラ作画術 キャラデザ・動き・カゲつけ（ホビージャパン、2018年）林晃、九分くりんと共著